# CRediT
CRediT (von engl. Contributor Roles Taxonomy) ist eine Taxonomie zur Beschreibung von typischen Rollen, in denen Autorinnen und Autoren an wissenschaftlichen Publikationen beteiligt sind.

## Geschichte
Mitte 2012 luden der Wellcome Trust und die Harvard University Vertreter von Wissenschaft, Fachverlagen und Förderinstitutionen zu einem Workshop ein, bei dem die Möglichkeiten ausgelotet wurden, wie die unterschiedliche Beteiligung der Autorinnen und Autoren an einer wissenschaftlichen Publikation mit definierten Vokabularen abgebildet werden können. Nach dem Workshop wurde ein Pilotprojekt gestartet, dessen Ergebnisse 2014 in dem Fachjournal Nature commentary veröffentlicht wurden.
Am 14. Januar 2022 wurde die CRediT-Taxonomie vom American National Standards Institute genehmigt und am 8. Februar 2022 von der National Information Standards Organization als ANSI/NISO Z39.104-2022, CRediT, Contributor Roles Taxonomy veröffentlicht.

## Standard
Die CRediT-Taxonomie beschreibt 14 typische Rollen (Contributor Roles), mit denen Art und Umfang des Beitrages eines jeden Autors bzw. einer jeden Autorin zu einer wissenschaftlichen Publikation in einem transparenten, beständigen und strukturierten Format dargestellt werden können, welches die Erfassung und Verarbeitung in bibliographischen Datenbanken und digitalen Repositorien möglich macht. Diese Taxonomie soll dabei helfen, die Expertise der Beiträgerinnen sichtbar zu machen, die individuellen Leistungen von Akteuren im Wissenschaftsbetrieb besser einschätzen zu können sowie die Auswahl von Kooperationspartnern erleichtern und neue Indikatoren für Forschungsleistung ermöglichen.
Die 14 Rollen sind im Einzelnen:
- Conceptualization: Ideengebung sowie grundlegende Formulierung des Forschungsziels.
- Data curation: Annotieren der Rohdaten, Erzeugung von Meta-Daten, auch für die Datenweiterverwendung durch Dritte.
- Formal analysis: Anwendung mathematischer, statistischer oder anderer formaler Techniken zum Analysieren oder Erzeugen der Daten für die jeweilige Studie.
- Funding acquisition: Einwerben von Fördergeldern für das Projekt, das zur Publikation geführt hat.
- Investigation: Durchführung der experimentellen Arbeiten und/oder Datensammeln.
- Methodology: Entwicklung oder Design der Methoden sowie Erstellen von Modellen.
- Project administration: Verantwortliche Planung und Koordination der Forschungsarbeiten.
- Resources: Bereitstellen der erforderlichen Ressourcen wie Räumlichkeiten, Labors, Gerätschaften, Verbrauchsmaterlialien, IT-Infrastruktur usw.
- Software: Entwicklung und Programmierung der erforderlichen Computer-Programme.
- Supervision: Oberaufsicht und verantwortliche Leitung von Planung und Durchführung des Projektes.
- Validation: Überprüfung der Forschungsergebnisse auf Lückenlosigkeit, Nachvollziehbarkeit und Korrektheit.
- Visualization: Visualisierung von Daten, z. B. mit Graphiken.
- Writing – original draft: Vorbereitung (z. B. Strukturierung und Auswertung der Daten) und Schreiben des Rohentwurfs.
- Writing – review & editing: Kritische Überarbeitung des Rohentwurfs bis hin zur druckfähigen Version.

Jeder Beiträger kann eine oder mehrere dieser Rollen haben.